# Mistrovství Evropy ve fotbale hráčů do 21 let 1996 – soupisky
Soupisky na Mistrovství Evropy ve fotbale hráčů do 21 let 1996, které se hrálo ve Španělsku.
| Zlato             | Stříbro              | Bronz              |
| ----------------- | -------------------- | ------------------ |
| Itálie • Soupiska | Španělsko • Soupiska | Francie • Soupiska |

## Česko
Hlavní trenér:  Ivan Kopecký
| Jméno             | Datum narození  | Datum úmrtí | Klub               |
| Brankáři          | Brankáři        | Brankáři    | Brankáři           |
| ----------------- | --------------- | ----------- | ------------------ |
| Radek Černý       | 18. února 1974  |             | FK Hvězda Cheb     |
| Obránci           |                 |             |                    |
| Petr Gabriel      | 17. května 1973 |             | FK Viktoria Žižkov |
| Martin Hyský      | 25. září 1975   |             | SK Slavia Praha    |
| Tomáš Řepka       | 22. září 1974   |             | AC Sparta Praha    |
| Jiří Skála        | 10. října 1973  |             | FC Viktoria Plzeň  |
| Záložníci         |                 |             |                    |
| Milan Barteska    | 17. června 1973 |             | FK Jablonec        |
| Martin Čížek      | 9. června 1974  |             | FC Baník Ostrava   |
| Tomáš Galásek     | 15. ledna 1973  |             | FC Baník Ostrava   |
| Pavel Jirousek    | 3. června 1973  |             | FK Jablonec        |
| Pavel Novotný     | 14. září 1973   |             | SK Slavia Praha    |
| Radek Slončík     | 29. května 1973 |             | FC Baník Ostrava   |
| Vladimír Šmicer   | 24. května 1973 |             | SK Slavia Praha    |
| Jiří Vávra        | 6. března 1975  |             | SK Slavia Praha    |
| Útočníci          |                 |             |                    |
| Vratislav Lokvenc | 27. září 1973   |             | AC Sparta Praha    |
| Robert Vágner     | 12. května 1974 |             | SK Slavia Praha    |

## Francie
Hlavní trenér:  Raymond Domenech
| Jméno                   | Datum narození    | Datum úmrtí | Klub                 |
| Brankáři                | Brankáři          | Brankáři    | Brankáři             |
| ----------------------- | ----------------- | ----------- | -------------------- |
| Lionel Letizi           | 28. května 1973   |             | OGC Nice             |
| Vincent Fernandez       | 31. ledna 1975    |             | LB Châteauroux       |
| Obránci                 |                   |             |                      |
| Martin Djetou           | 15. prosince 1974 |             | RC Strasbourg Alsace |
| Jérôme Bonnissel        | 4. ledna 1973     |             | Montpellier HSC      |
| Florent Laville         | 7. srpna 1973     |             | Olympique Lyon       |
| Patrick Moreau          | 3. listopadu 1973 |             | SC Bastia            |
| Yannick Rott            | 27. září 1974     |             | RC Strasbourg Alsace |
| Záložníci               |                   |             |                      |
| Patrick Vieira          | 23. června 1976   |             | AC Milán             |
| Claude Makélélé         | 18. února 1973    |             | FC Nantes            |
| Vikash Dhorasoo         | 10. října 1973    |             | Le Havre AC          |
| Charles-Edouard Coridon | 9. dubna 1973     |             | EA Guingamp          |
| Robert Pirès            | 29. října 1973    |             | FC Metz              |
| Vincent Candela         | 24. října 1973    |             | EA Guingamp          |
| Olivier Dacourt         | 25. září 1974     |             | RC Strasbourg Alsace |
| Útočníci                |                   |             |                      |
| Florian Maurice         | 20. května 1974   |             | Olympique Lyon       |
| Tony Vairelles          | 10. dubna 1973    |             | RC Lens              |
| Pierre-Yves André       | 14. května 1974   |             | Stade Rennais FC     |
| Sylvain Wiltord         | 10. května 1974   |             | Stade Rennais FC     |

## Německo
Hlavní trenér:  Hannes Löhr
| Jméno               | Datum narození    | Datum úmrtí | Klub                 |
| Brankáři            | Brankáři          | Brankáři    | Brankáři             |
| ------------------- | ----------------- | ----------- | -------------------- |
| Uwe Gospodarek      | 6. srpna 1973     |             | VfL Bochum           |
| Obránci             |                   |             |                      |
| Uwe Ehlers          | 8. března 1975    |             | FC Hansa Rostock     |
| Thomas Hengen       | 22. září 1974     |             | 1. FC Kaiserslautern |
| Stefan Müller       | 8. března 1974    |             | SC Freiburg          |
| Jens Nowotny        | 11. ledna 1974    |             | Karlsruher SC        |
| Oliver Schmidt      | 14. září 1973     |             | Hertha BSC           |
| René Schneider      | 1. února 1973     |             | FC Hansa Rostock     |
| Záložníci           |                   |             |                      |
| René Beuchel        | 7. července 1973  |             | Eintracht Frankfurt  |
| Matthias Hagner     | 15. srpna 1974    |             | Eintracht Frankfurt  |
| Christian Nerlinger | 21. března 1973   |             | FC Bayern Mnichov    |
| Andreas Neuendorf   | 9. února 1975     |             | Bayer 04 Leverkusen  |
| Carsten Ramelow     | 20. března 1974   |             | Bayer 04 Leverkusen  |
| Lars Ricken         | 10. července 1976 |             | Borussia Dortmund    |
| René Rydlewicz      | 18. července 1973 |             | TSV 1860 München     |
| Útočníci            |                   |             |                      |
| Karsten Bäron       | 2. října 1973     |             | Hamburger SV         |
| André Breitenreiter | 24. dubna 1973    |             | Hamburger SV         |
| Markus Feldhoff     | 29. srpna 1974    |             | Bayer 04 Leverkusen  |

## Maďarsko
Hlavní trenér:  Antal Dunai
| Jméno             | Datum narození     | Datum úmrtí | Klub               |
| Brankáři          | Brankáři           | Brankáři    | Brankáři           |
| ----------------- | ------------------ | ----------- | ------------------ |
| Lajos Szűcs       | 18. února 1974     |             | Újpest FC          |
| Obránci           |                    |             |                    |
| János Mátyus      | 20. prosince 1974  |             | Budapest Honvéd FC |
| Zoltán Molnár     | 4. listopadu 1973  |             | Vasas SC           |
| Zoltán Petö       | 19. září 1974      |             | Debreceni VSC      |
| Vilmos Sebők      | 13. června 1973    |             | Rákospalotai EAC   |
| Csaba Szatmári    | 2. listopadu 1973  |             | Debreceni VSC      |
| Záložníci         |                    |             |                    |
| Pál Dárdai        | 16. března 1976    |             | Pécsi MFC          |
| Tibor Dombi       | 11. listopadu 1973 |             | Debreceni VSC      |
| Gábor Egressy     | 11. února 1974     |             | Újpest FC          |
| János Hrutka      | 26. října 1974     |             | MTK Budapešť       |
| Miklós Lendvai    | 7. dubna 1975      |             | Zalaegerszegi TE   |
| Krisztián Lisztes | 2. července 1976   |             | Ferencvárosi TC    |
| Gábor Zavadszky   | 10. září 1974      |             | Ferencvárosi TC    |
| Útočníci          |                    |             |                    |
| Sándor Preisinger | 11. prosince 1973  |             | Zalaegerszegi TE   |
| Tamás Sándor      | 20. června 1974    |             | Debreceni VSC      |
| Károly Szanyó     | 10. listopadu 1973 |             | Újpest FC          |

## Itálie
Hlavní trenér:  Cesare Maldini
| Jméno               | Datum narození     | Datum úmrtí | Klub              |
| Brankáři            | Brankáři           | Brankáři    | Brankáři          |
| ------------------- | ------------------ | ----------- | ----------------- |
| Angelo Pagotto      | 21. listopadu 1973 |             | UC Sampdoria      |
| Gianluigi Buffon    | 28. ledna 1978     |             | Parma Calcio 1913 |
| Obránci             |                    |             |                   |
| Christian Panucci   | 12. dubna 1973     |             | AC Milán          |
| Alessandro Pistone  | 27. července 1975  |             | FC Inter Milán    |
| Fabio Cannavaro     | 13. září 1973      |             | Parma Calcio 1913 |
| Fabio Galante       | 20. listopadu 1973 |             | Janov CFC         |
| Salvatore Fresi     | 16. ledna 1973     |             | FC Inter Milán    |
| Luigi Sartor        | 30. ledna 1975     |             | L.R. Vicenza      |
| Alessandro Nesta    | 19. března 1976    |             | SS Lazio          |
| Záložníci           |                    |             |                   |
| Massimo Brambilla   | 4. března 1973     |             | Parma Calcio 1913 |
| Fabio Pecchia       | 24. srpna 1973     |             | SSC Neapol        |
| Raffaele Ametrano   | 15. února 1973     |             | Udinese Calcio    |
| Damiano Tommasi     | 17. května 1974    |             | Hellas Verona FC  |
| Alessio Tacchinardi | 23. července 1975  |             | Juventus FC       |
| Útočníci            |                    |             |                   |
| Nicola Amoruso      | 29. srpna 1974     |             | Calcio Padova     |
| Marco Delvecchio    | 7. dubna 1973      |             | AS Řím            |
| Domenico Morfeo     | 16. ledna 1976     |             | Atalanta BC       |
| Francesco Totti     | 27. září 1976      |             | AS Řím            |
| Christian Vieri     | 12. července 1973  |             | Atalanta BC       |

## Portugalsko
Hlavní trenér:  Nelo Vingada
| Jméno               | Datum narození     | Datum úmrtí | Klub                       |
| Brankáři            | Brankáři           | Brankáři    | Brankáři                   |
| ------------------- | ------------------ | ----------- | -------------------------- |
| Nuno Espírito Santo | 25. ledna 1974     |             | Vitória SC                 |
| Paulo Costinha      | 22. září 1973      |             | Sporting CP                |
| Obránci             |                    |             |                            |
| Nuno Afonso         | 6. října 1974      |             | SC Campomaiorense          |
| Beto                | 3. května 1976     |             | SC Campomaiorense          |
| Rui Jorge           | 27. března 1973    |             | FC Porto                   |
| Daniel Kenedy       | 18. února 1974     |             | Benfica Lisabon            |
| Litos               | 25. února 1974     |             | Boavista FC                |
| Nandinho            | 13. října 1975     |             | Estrela FC de Vendas Novas |
| Emílio Peixe        | 16. ledna 1973     |             | Sporting CP                |
| João Pinto          | 26. května 1973    |             | FC Porto                   |
| Záložníci           |                    |             |                            |
| Luís Andrade        | 30. září 1973      |             | CF Estrela da Amadora      |
| Sérgio Conceição    | 15. listopadu 1974 |             | FC Felgueiras              |
| José Dominguez      | 16. února 1974     |             | Sporting CP                |
| Afonso Martins      | 11. dubna 1973     |             | Sporting CP                |
| Hugo Porfírio       | 28. září 1973      |             | UD Leiria                  |
| Luís Vidigal        | 15. března 1973    |             | Sporting CP                |
| Útočníci            |                    |             |                            |
| Dani                | 2. listopadu 1976  |             | West Ham United FC         |
| Nuno Gomes          | 5. července 1976   |             | Boavista FC                |

## Skotsko
Hlavní trenér:  Tommy Craig
| Jméno            | Datum narození     | Datum úmrtí | Klub                   |
| Brankáři         | Brankáři           | Brankáři    | Brankáři               |
| ---------------- | ------------------ | ----------- | ---------------------- |
| Derek Stillie    | 3. prosince 1973   |             | Aberdeen FC            |
| Colin Meldrum    | 26. listopadu 1975 |             | Kilmarnock FC          |
| Obránci          |                    |             |                        |
| Scott Marshall   | 1. května 1973     |             | Arsenal FC             |
| Steven Pressley  | 11. října 1973     |             | Dundee United FC       |
| Christian Dailly | 23. října 1973     |             | Dundee United FC       |
| Stuart Gray      | 18. prosince 1973  |             | Celtic FC              |
| Martin Baker     | 8. června 1974     |             | St. Mirren FC          |
| Stephen Glass    | 23. května 1976    |             | Aberdeen FC            |
| Záložníci        |                    |             |                        |
| Jackie McNamara  | 24. října 1973     |             | Celtic FC              |
| Jamie Fullarton  | 20. července 1974  |             | St. Mirren FC          |
| Charlie Miller   | 18. března 1976    |             | Rangers FC             |
| Allan Johnston   | 14. prosince 1973  |             | Heart of Midlothian FC |
| Neil Murray      | 21. února 1973     |             | Rangers FC             |
| Andy Liddell     | 28. června 1973    |             | Barnsley FC            |
| Útočníci         |                    |             |                        |
| Stephen Crawford | 9. ledna 1974      |             | Raith Rovers FC        |
| Jim Hamilton     | 9. února 1976      |             | Dundee FC              |
| Simon Donnelly   | 1. prosince 1974   |             | Celtic FC              |
| Brian McLaughlin | 14. května 1974    |             | Celtic FC              |

## Španělsko
Hlavní trenér:  Javier Clemente
| Jméno              | Datum narození    | Datum úmrtí | Klub            |
| Brankáři           | Brankáři          | Brankáři    | Brankáři        |
| ------------------ | ----------------- | ----------- | --------------- |
| Juan Luis Mora     | 12. července 1973 |             | Real Oviedo     |
| Jorge Aizkorreta   | 6. února 1974     |             | Athletic Bilbao |
| Obránci            |                   |             |                 |
| Agustín Aranzábal  | 15. března 1973   |             | Real Sociedad   |
| Javi Navarro       | 6. února 1974     |             | Valencia CF     |
| Santi Denia        | 9. března 1974    |             | Atlético Madrid |
| Sergio Corino      | 10. října 1974    |             | Athletic Bilbao |
| Aitor Karanka      | 8. srpna 1973     |             | Athletic Bilbao |
| Sietes             | 18. února 1974    |             | Valencia CF     |
| Záložníci          |                   |             |                 |
| Gaizka Mendieta    | 27. března 1974   |             | Valencia CF     |
| Óscar García       | 26. dubna 1973    |             | FC Barcelona    |
| Roberto Fresnedoso | 15. ledna 1973    |             | Atlético Madrid |
| José Ignacio       | 28. září 1973     |             | Valencia CF     |
| Iñigo Idiakez      | 8. listopadu 1973 |             | Real Sociedad   |
| Iván de la Peña    | 6. května 1976    |             | FC Barcelona    |
| Útočníci           |                   |             |                 |
| Raúl González      | 27. června 1977   |             | Real Madrid     |
| Fernando Morientes | 5. dubna 1976     |             | Real Zaragoza   |
| Jordi Lardín       | 4. června 1973    |             | RCD Espanyol    |
| Javier de Pedro    | 4. srpna 1973     |             | Real Sociedad   |